# 黑瑙
黑瑙是德国莱茵兰-普法尔茨州的一个市镇。总面积6.70平方公里，总人口155人，其中男性65人，女性90人（2011年12月31日），人口密度23人/平方公里。